# Ron McKinven
Ronald McKinven, detto Ron (8 gennaio 1936 – novembre 2022), è stato un calciatore scozzese, di ruolo centrocampista.

## Carriera

### Club
Tra il 1953 ed il 1955 gioca nel Queen's Park, con cui in un biennio segna 4 reti in 9 presenze nella seconda divisione scozzese, categoria in cui poi gioca 4 partite nella stagione 1955-1956 con lo Stirling Albion. Nella stagione 1956-1957 gioca invece in prima divisione al Queen's Park, con cui trascorre invece il biennio 1957-1959 nuovamente in seconda divisione.
Nel 1959 si trasferisce al St. Johnstone, club di seconda divisione, con cui nella stagione 1959-1960 vince il campionato conquistando la promozione in prima divisione, categoria nella quale milita ininterrottamente nei successivi sei anni fatta eccezione per la stagione 1962-1963 (nella quale vince per la seconda volta in carriera la seconda divisione scozzese), per un totale (comprese anche le due stagioni in seconda divisione) di 206 presenze e 11 reti con il club di Perth in partite di campionato.
In carriera ha totalizzato complessivamente 268 presenze e 15 reti nei campionati scozzesi, tutte tra prima e seconda divisione.

### Nazionale
È stato convocato per i Giochi Olimpici del 1960, nei quali non è però mai sceso in campo.

## Palmarès

### Club

#### Competizioni nazionali
- Scottish First Division: 2

St. Johnstone: 1959-1960, 1962-1963